# ذا بنكر
ذا بنكر (بالإنجليزية: The Banker)‏ مجلة شهريّة تصدر باللغة الإنجليزيّة تنشر مقالاتها عن الشؤون المالية الدولية مملوكة لفاينانشال تايمز المحدودة وتحرر في لندن، العدد الأول من المجلة نُشر في كانون الأول عام 1926 من خلال بريندين براتشين محرر ومؤسس جريدة فاينانشال نيوز.

## الخصائص
تعد جوائز ذا بنكر حدث سنويّ يعرف عن أفضل المؤسسات المالية في العالم، آخرها كان في كانون الأول 2010 حيث سجلت البيانات من 149 بلداً حول العالم ومثّل أكثر من 100 بلد في مراسم تسليم الجوائز، قائمة أفضل 1000 مصرف في العالم  تنشرها المجلّة سنويّاً في شهر تموز وبالتزامن مع جوائز ذا بنكر، المصارف تصنّف وفق حقوق الملكيّة وإجمالي الأصول ونسبة حقوق الملكيّة لإجمالي الأصول، ومعدّل نمو الفائدة الحقيقي والعائد على الأصول وغيرها.

## المحرّرون
المحررون الحاليّون لمجلة «ذا بنكر»:
- ستيفن تايمويل  (رئيس التحرير)
- براين كابلن  (محرّر)
- جيرالدين لامب  (محرّر الشؤون المصرفيّة والأسواق الماليّة)
- سيلفيا بافوني  (محرّرة الشؤون الاستثماريّة)
- فيليب ألكساندر  (محرّر الشؤون المالية)
- جون بيك  (محرّر الشؤون التقنية)

## روابط خارجيّة
- الموقع الرسمي لمجلّة ذا بنكر: TheBanker.com
- مجموعة فاينانشال تايمز: The Financial Times Business Group